# Масив Атак
„Масив Атак“ (на английски: Massive Attack) е британско трип-хоп дуо от Бристол. Имат издадени 4 студиийни албума и два филмови саундтрака. Музиката им е комбинация от джаз, хип-хоп, рок и електронна музика. Техни парчета са използвани от много холивудски филми и сериали като Матрицата, Бягство от затвора, Западното крило, Д-р Хаус, Блейд 2 и други.
Сред най-известните им песни са Karmacoma, Unfinished Sympathy и Teardrop.

## Албуми
- Blue Lines (1991)
- Protection (1994)
- Mezzanine (1998)
- 100th Window (2003)
- Heligoland (2010)

## Сингли
- „Daydreaming“ – 15 октомври 1990
- „Unfinished Sympathy“ – 11 февруари 1991
- „Safe From Harm“ – 28 май 1991
- „Massive Attack“ (EP) – 10 февруари 1992
- „Sly“ – 17 октомври 1994
- „Protection“ – 9 януари 1995
- „Karmacoma“ (EP) – 20 март 1995
- „Risingson“ – 7 юли 1997
- „Teardrop“ – 27 април 1998
- „Angel“ – 13 юли 1998
- „Inertia Creeps“ (EP) – 21 септември 1998
- „ I Against I-2002
- Special Cases“ – 24 февруари 2003
- „Butterfly Caught“ (EP) – 16 юни 2003
- „Live With Me“ – 13 март 2006